# 靳允
靳允（？年—？年），東漢末年兗州范縣令。

## 生平
興平元年（公元194年），曹操率軍攻打徐州牧陶謙，兗州空虛。張邈等軍隊趁機發動叛亂，迎接呂布進入兗州，兗州郡縣多響應呂布，只有鄄城、范縣、東阿三縣沒有動搖。陳宮準備攻打東阿，又派氾嶷伺機奪取范縣。呂布抓走了靳允的母親、弟弟和妻子兒女，威脅靳允投降。荀彧令東阿人程昱利用其在家鄉的名望前往東阿和范縣進行安撫，穩定民心。程昱在路過范縣時勸說靳允，靳允經程昱鼓勵流著淚道：“不敢有貳心。”當時氾嶷已在城下，靳允約氾嶷見面，於見面地點埋伏，將氾嶷殺死，回城後部署軍隊堅守范縣。

## 評價
徐眾認為當時靳允和曹操之間還沒有君臣關係，從情理上講靳允應先考慮母親的安危，不應不顧母親安危為曹操守城。並舉了王陵母親的例子，心中沒有牽掛，然後才能成事人盡死之節，再舉衛公子衛開方的例子以管仲之言認為一個人對父母盡孝，才可能對君主盡忠，後又舉徐庶的例子，對劉備放徐庶走的決定，徐眾認為十分恰當，欲天下者，應該要體察人情。所以認為曹操應也要放靳允走。